# 輻照度
在光學裏，輻照度（irradiance）是電磁輻射入射於曲面時每單位面積的功率。輻射出射度（radiant emittance）是從每單位面積曲面輻射出的功率。採用國際單位制，這些物理量的單位為瓦特每平方米（W/m2），採用CGS單位制，這些物理量的單位為爾格每平方厘米每秒（erg·cm−2·s−1，常用於天文學）。
物理学中，代表单位面积功率的物理量常被稱為強度，但這用法會與輻射強度（单位立体角内的辐射通量）引起混淆。特别在光学和激光物理学中，辐照度也被叫做光强。
輻照度表示各種頻率輻射的總量。物理學者時常也會分開檢驗輻射頻譜的每一單獨頻率。假設對於入射於曲面的輻射做這動作，則稱這輻射為光譜輻照度（spectral irradiance），國際單位制的單位為W·Hz−1/m2。
假設一個點光源均勻地朝著所有方向傳播光波，則輻照度按照平方反比定律遞減。

## 技術性細節
傳播於物質的單色光，其輻照度為

{\displaystyle I={\frac {\epsilon c}{2}}|E|^{2}} ；
其中，{\displaystyle I} 是輻照度，{\displaystyle \epsilon } 是電容率，{\displaystyle E} 是電場的複振幅。
輻照度也是坡印廷向量垂直於曲面的分量的時間平均值。

## 太陽能
日射量是太陽照射而造成的輻照度。地面上的一塊水平平面所接受到的總輻照度等於「直接輻照度」 {\displaystyle E_{direct}} 與「漫輻照度」 {\displaystyle E_{diffuse}} 的代數和。對於傾斜平面，還必需添加「反射輻照度」 {\displaystyle E_{reflect}} ，即從地面反射出的輻照度。平均反射輻照度大約為總輻照度的 20% 。總結，總輻照度 {\displaystyle E_{total}} 為
{\displaystyle E_{total}=E_{direct}+E_{diffuse}+E_{reflect}} 。
在一段時間間隔內，日射量對於時間的積分是日射積（solar irradiation），測量單位為J/m2。